# Liste des espèces végétales protégées en Corse
La liste des espèces protégées en Corse est une liste officielle définie par le gouvernement français, recensant les espèces végétales qui sont protégées sur le territoire de la région Corse, en complément de celles qui sont déjà protégées sur le territoire métropolitain. Elle a été publiée dans un arrêté du 24 juin 1986.

## Ptéridophytes
- Asplenium marinum L. : asplenium marin
- Asplenium petrarchae (Guérin) DC. subsp. petrarchae : asplenium de Pétrarque sous-espèce de Pétrarque
- Pteris cretica L. : fougère de Crète

## Phanérogames

### Gymnospermes
- Juniperus oxycedrus L. subsp. macrocarpa (Sibth & Sm.) Ball : genévrier oxycèdre à gros fruits

### Angiospermes

#### Monocotylédones

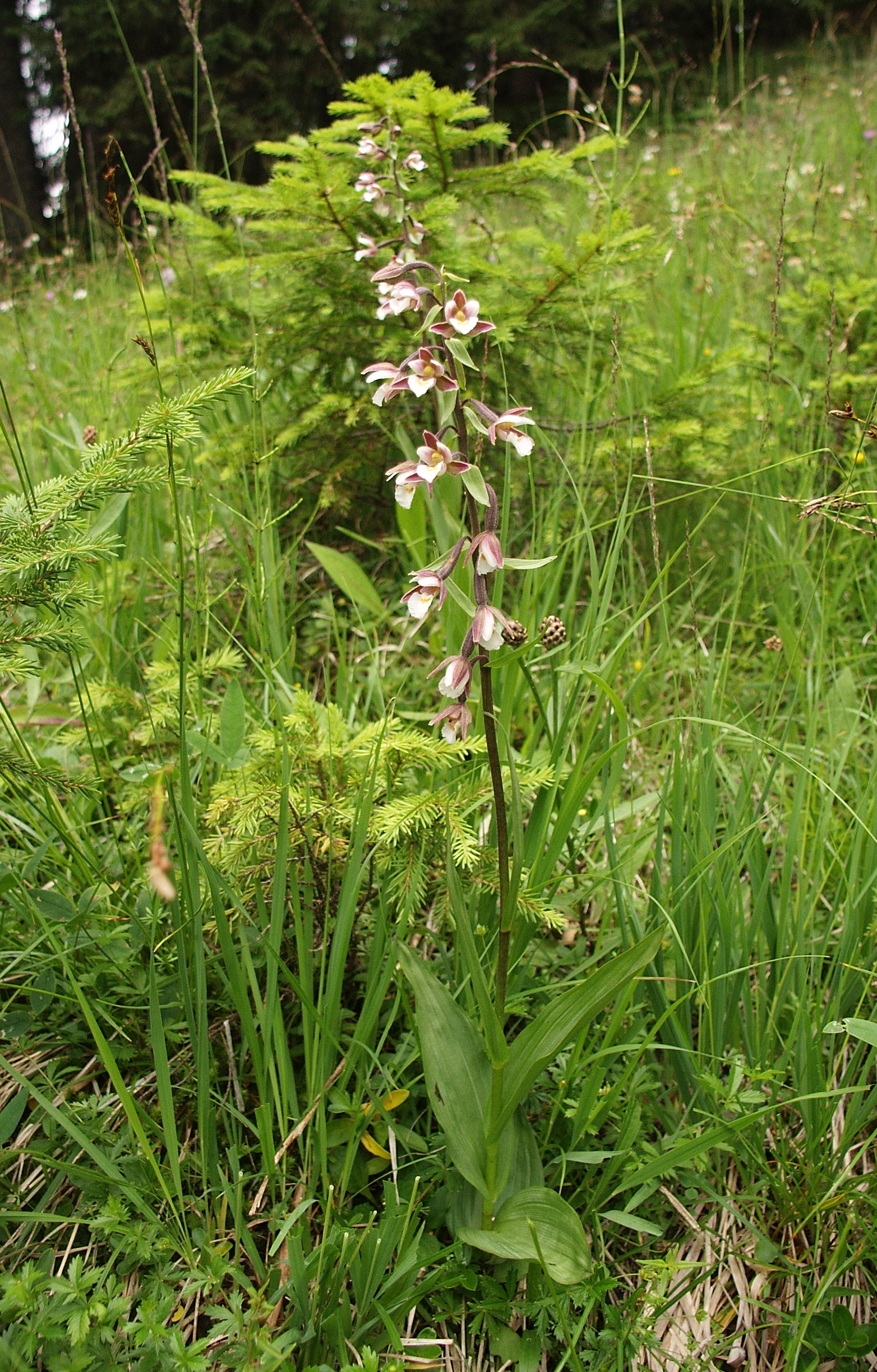
Épipactis des marais (E. palustris)

- Aira provincialis Jordan : canche de Provence
- Antinoria insularis Parl. : antinorie insulaire
- Bromus fasciculatus C. Presl : brome en faisceaux
- Colchicum corsicum Baker : colchique de Corse
- Dactylorhiza elata (Poiret) Soó subsp. sesquipedalis (Willd.) Soó  : dactylorhiza élevé sous-espèce d'un pied et demi
- Dracunculus muscivorus (L. fil.) Parl. : petit dragon mange-mouches
- Elymus corsicus (Hackel) Kerguélen : elyme de Corse
- Epipactis palustris (L.) Crantz : epipactis des marais
- Fuirena pubescens (Poiret) Kunth : fuirène pubescent
- Gennaria diphylla (Link) Parl. : gennaria à deux feuilles
- Gymnadenia conopsea (L.) R. Br. : orchis moucheron
- Lilium martagon L. : lis martagon
- Listera cordata (L.) R. Br. : listera en cœur
- Ornithogalum arabicum L. : ornithogale d'Arabie
- Ornithogalum exscapum Ten. subsp. Sandalioticum Tornadore & Garbari : ornithogale sans tige
- Pseudorchis albida (L.) Á. & D. Löve : pseudorchis blanc
- Romulea ligustica Parl. : romulée de Ligurie
- Romulea revelierei Jord. & Fourr. : romulée de Revélière
- Trisetum conradiae Gamisans : trisète de Conrad
- Trisetum gracile (Moris) Boiss. : trisète grêle

#### Dicotylédones

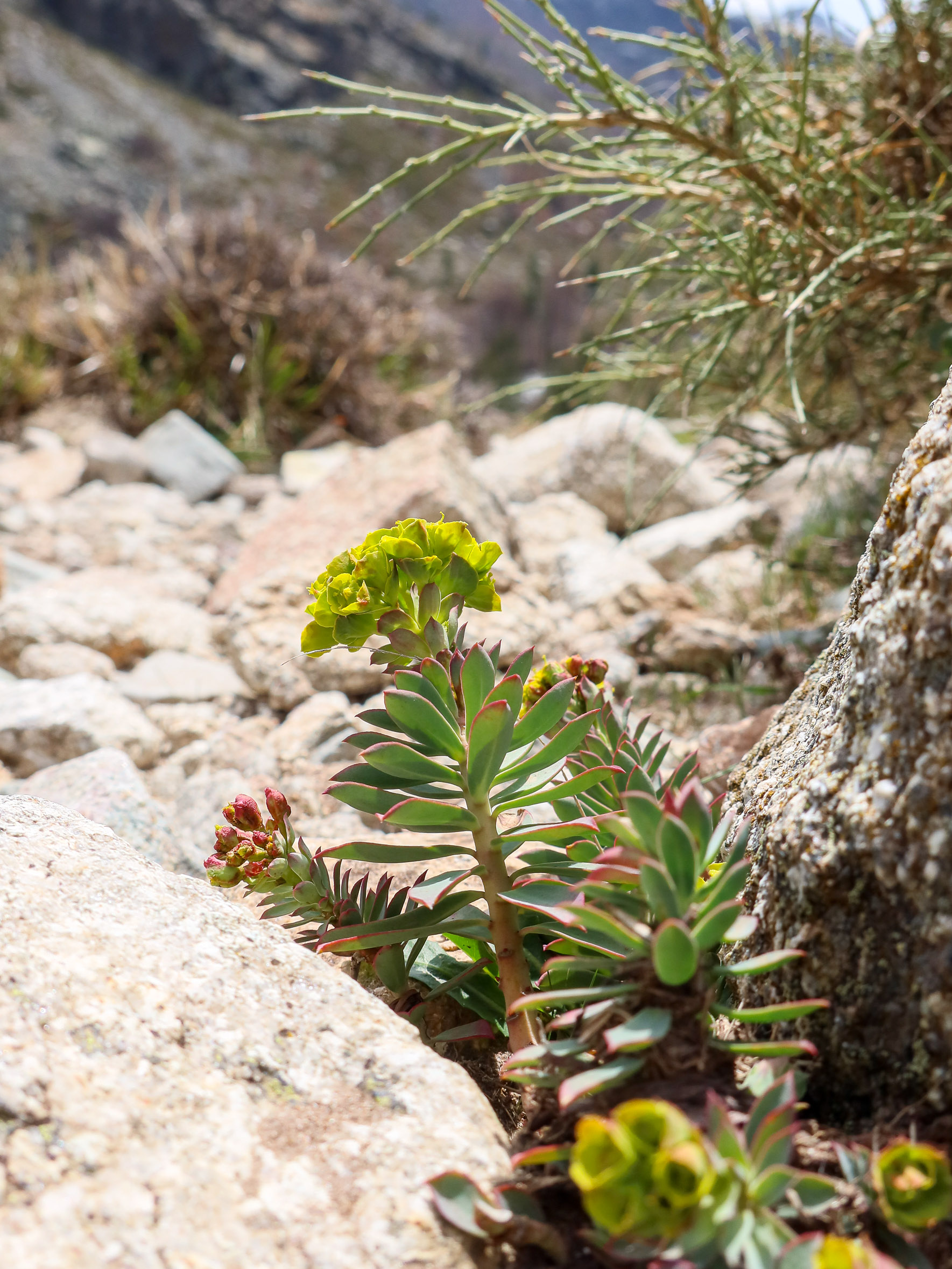
Euphorbe de Corse (Euphorbia corsica)

- Aconitum napellus L. subsp. corsicum (Gayer) Seitz : aconit de Corse
- Astragalus boeticus L. : astragale de Bétique
- Biscutella rotgesii Fouc. : biscutelle de Rotgès
- Calystegia silvatica (Kit.) Griseb. : liseron des bois
- Cerastium comatum Desv. : ceraiste chevelu
- Centranthus trinervis (Viv.) Béguinot : centranthe à trois nervures
- Dianthus furcatus Balbis subsp. gyspergerae (Rouy) Burnat ex Briq. : œillet de Mme Gysperger
- Draba loiseleurii Boiss. : drave de Loiseleur
- Erigeron paolii Gamisans : erigeron de Paoli
- Euphorbia corsica Req. : euphorbe de Corse
- Euphorbia pithyusa L. subsp. cupanii (Guss. ex Bertol.) A.R. Sm. : euphorbe de Cupani
- Genista aetnensis (Biv.) DC. : genêt de l'Etna
- Helianthemum aegyptiacum (L.) Miller : hélianthème d'Égypte
- Herniaria latifolia Lapeyr. subsp. litardierei Gamisans : herniaire à feuilles larges sous-espèce de litardière
- Ipomoea sagittata Poiret : ipomoea sagitté
- Leucanthemopsis alpina (L.) Heywood subsp. tomentosa (Loisel.) Heywood : leucanthémopsis laineux
- Leucanthemum corsicum (Less.) DC. : marguerite de Corse
- Linaria flava (Poiret) Desf. var. corsica (Sommier) Fiori : linaire jaune variété de Corse
- Medicago rugosa Desr. : luzerne rugueuse
- Medicago soleirolii Duby : luzerne de Soleirol
- Mesembryanthemum crystallinum L. : mésembryanthème à cristaux
- Myosotis corsicana (Fiori) Grau : myosotis de Corse
- Naufraga balearica Constance et Cannon : naufraga des Baléares
- Notobasis syriaca (L.) Cass. : notobasis de Syrie
- Ononis alopecuroides L. : ononis en queue de renard
- Ranunculus chius DC. : renoncule de Chio
- Scutellaria columnae All. subsp. columnae : scutellaire de Colonna
- Sedum litoreum Guss. : orpin du littoral
- Sedum multiceps Cosson et Durieu : orpin à plusieurs tiges
- Senecio rosinae Gamisans : séneçon de Rosine
- Seseli djianeae Gamisans : seseli de Djiane
- Silene viridiflora L. : silène à fleurs vertes
- Smyrnium rotundifolium Miller : maceron à feuilles rondes
- Spergularia macrorhiza (Loisel.) Heynh : spergulaire à grosses racines
- Stachys marrubiifolia Viv. : epiaire à feuilles de Marrube
- Tanacetum audibertii (Req.) DC. : tanaisie d'Audibert
- Thesium humile Vahl : thesium peu élevé
- Verbascum rotundifolium Ten. subsp. conocarpum (Moris) I.K. Ferguson : molène à feuilles rondes sous-espèce à fruits coniques